# Taylor Fedun
Taylor William Fedun (* 4. Juni 1988 in Edmonton, Alberta) ist ein kanadischer Eishockeyspieler, der zuletzt bis zum Ende der Saison 2023/24 bei den Pittsburgh Penguins aus der National Hockey League (NHL) unter Vertrag gestanden und parallel für deren Farmteam, die Wilkes-Barre/Scranton Penguins, in der American Hockey League (AHL) auf der Position des Verteidigers gespielt hat.

## Karriere
Der bevorzugt auf der Position des Verteidigers agierende Fedun war zunächst von 2002 bis 2003 für die SSAC Lions in der Alberta Major Bantam Hockey League aktiv, ehe er die folgenden beiden Spieljahre im Trikot der SSAC Athletics in der Alberta Midget Hockey League auflief. Von 2005 bis 2007 spielte der Kanadier in der unterklassigen kanadischen Juniorenliga Alberta Junior Hockey League für die Fort Saskatchewan Traders und Spruce Grove Saints. Anschließend begann Fedun ein Studium an der Princeton University und ging für deren Eishockeymannschaft, die Tigers, in der ECAC Hockey aufs Eis. In der Saison 2007/08 gewann er mit der Mannschaft die Meisterschaft der ECAC. Der Verteidiger verbrachte noch drei weitere Jahre in der Universitätsmannschaft und wurde während dieser Zeit mit mehreren individuellen Auszeichnungen geehrt. In seiner letzten Saison war er der Mannschaftskapitän der Princeton Tigers.
Fedun, der niemals gedraftet worden war, wurde im März 2011 als Free Agent von den Edmonton Oilers mit einem zweijährigen Einstiegsvertrag verpflichtet. Für die Saison 2011/12 fiel er jedoch komplett vom Spielbetrieb aus, da ihn eine Verletzung außer Gefecht setzte. Sein Profidebüt gab er schließlich zur Spielzeit 2012/13 für deren AHL-Farmteam, die Oklahoma City Barons.
Im November 2013 kam Fedun zu seinem NHL-Debüt im Trikot der Edmonton Oilers, verbrachte allerdings den Großteil der Saison in der AHL. Nach Saisonende wurde sein auslaufender Vertrag nicht verlängert, sodass sich Fedun im Juli 2014 den San Jose Sharks anschloss. Nach einem Jahr in San Jose unterzeichnete er einen neuen Einjahresvertrag bei den Vancouver Canucks, der ebenfalls nicht verlängert wurde, sodass er im Juli 2016 einen weiteren Einjahresvertrag bei den Buffalo Sabres unterzeichnete. Nach Verlängerung dessen wurde der Kanadier im November 2018 an die Dallas Stars abgegeben. Im Gegenzug erhält Buffalo ein Siebtrunden-Wahlrecht für den NHL Entry Draft 2020, sofern Fedun mindestens 25 Spiele für die Stars absolviert. Diese Bedingung wurde in der Folge erfüllt. Mit den Stars erreichte er in den Playoffs 2020 das Endspiel um den Stanley Cup, unterlag dort jedoch den Tampa Bay Lightning mit 2:4.
Nach drei Jahren bei den Stars wechselte er im Juli 2021 als Free Agent zu den Pittsburgh Penguins, wo er im Verlauf der Saison 2021/22 ausschließlich im Farmteam Wilkes-Barre/Scranton Penguins in der AHL zum Einsatz kam. Nach der Spielzeit wurde sein Vertrag um zwei Jahre verlängert.

## Erfolge und Auszeichnungen
| - 2008 ECAC All-Academic Team - 2008 Whitelaw-Cup-Gewinn mit der Princeton University - 2009 ECAC All-Academic Team | - 2010 ECAC Second All-Star Team - 2011 ECAC First All-Star Team |

## Karrierestatistik
Stand: Ende der Saison 2023/24
(Legende zur Spielerstatistik: Sp oder GP = absolvierte Spiele; T oder G = erzielte Tore; V oder A = erzielte Assists; Pkt oder Pts = erzielte Scorerpunkte; SM oder PIM = erhaltene Strafminuten; +/− = Plus/Minus-Bilanz; PP = erzielte Überzahltore; SH = erzielte Unterzahltore; GW = erzielte Siegtore; 1 Play-downs/Relegation; Kursiv: Statistik nicht vollständig)